# ويليام كرافت برامفيلد
ويليام كرافت برامفيلد (بالإنجليزية: William Craft Brumfield)‏ هو أمين متحف ومؤرخ أمريكي، ولد في 28 يونيو 1944 في الولايات المتحدة.